# Pholidobolus dolichoderes
Pholidobolus dolichoderes — вид ящірок родини гімнофтальмових (Gymnophthalmidae). Ендемік Еквадору. Описаний у 2020 році.

## Поширення і екологія
Pholidobolus dolichoderes відомі з типової місцевості, розташованої в провінції Асуай, на висоті 2672 м над рівнем моря.